# Адекватність моделі
Адекватність моделі — збіг властивостей (функцій, параметрів, характеристик тощо) моделі і відповідних властивостей модельованого об'єкта.
Адекватність відчуття і сприйняття (від лат adaequatus — прирівняний, рівний) — інваріантність основних властивостей суб'єктивного образу, його відповідність до конвенціонального опису об'єкта. Неадекватний образ відображення, як, наприклад, в ілюзіях сприйняття, не узгоджується з іншими формами перцептивного і когнітивного досвіду індивіда.